# Krewella
Krewella é uma dupla de EDM formada em Chicago, Illinois em 2007 pelas irmãs Jahan e Yasmine Yousaf. Originalmente Krewella era um trio, mas em 2014 o produtor Kris Trindl saiu do grupo. O EP de estréia do grupo, Play Hard, foi lançado dia 18 de junho de 2012. O videoclipe da banda para sua música de maior sucesso, "Alive", atingiu mais de 50 milhões de visualizações no Youtube.

## História

### Formação (2007-2011)
Kris Trindl e Jahan Yousaf se conheceram ainda durante o ensino médio em Chicago, e começaram a produzir as primeiras músicas do grupo nesta época em 2007. Kris, antes da formação do grupo, tocava guitarra em bandas de heavy metal, enquanto Yasmine, a irmã mais nova de Jahan, era vocalista de uma banda indie de sua escola.  Quando Jahan e Kris criaram as primeiras músicas, convidaram Yasmine a ingressar na música eletrônica, formando a Krewella. O nome do grupo foi inventado nos cadernos de Jahan. 
Uma vez com a formação completa, o grupo produziu muitas músicas que nunca chegaram a ser lançadas, mesclando diversos gêneros da música eletrônica. Mais tarde, o hit "Strobelights" foi escrito, e eles decidiram que aquela música era exatamente o que eles pretendiam tocar.

### Play Hard EP (2011-2012)
Após a realização de shows durante o ano de 2011 tendo apenas músicas próprias lançadas digitalmente, lançaram posteriormente em junho de 2012 o primeiro EP intitulado "Play Hard". O EP foi bem-recebido pela crítica, debutando a primeira posição na Billboard's Dance Radio Airplay com o hit Alive. Com o sucesso, participaram de vários festivais pelos Estados Unidos, incluindo festivais famosos como o Ultra Music Festival, Electric Daisy Carnival, Stereosonic e Spring Awakening. Ganharam, inclusive, o prêmio IDMA 2013 (International Dance Music Awards) na categoria Best Break-Through Artist (Band) (inglês para "banda revelação"). 
A banda assinou um contrato com a Columbia e em 10 de dezembro lançaram outro EP, "Play Harder", contendo a faixa Come & Get It e remixes dos singles Killin' It e Alive.

### Get Wet (2012-2013)
Depois da sua apresentação no Ultra Music Festival em 2013, recebeu elogios da Billboard que declarou que o grupo vai ser enorme.
O grupo anunciou o primeiro álbum de estúdio que foi lançado ainda em 2013. O álbum recebeu o nome de Get Wet, foram incluídas as músicas Alive, Live for the Night, Human e Killin' It. No dia 24 de setembro foi lançado o álbum pela gravadora Columbia e teve mais de 26.775 cópias vendidas. Get Wet estreou em oitavo no Top 10 da Billboard 200.

### Nova fase (2014-presente)
No dia 10 de março  de 2014 foi anunciado o segundo álbum de estúdio do grupo.
Em setembro de 2014 foi anunciado que Kris Trindl não faz mais parte do grupo Krewella, mas Kris disse está processando Jahan e Yasmine em US $ 5 milhões por terem chutado ele para fora do grupo. Mas Jahan e Yasmine afirmaram que Kris Trindl teria problemas com drogas e álcool e acabou se demitindo do grupo. Meses depois envolvendo essa briga, Krewella lançou o primeiro single desde a saída do produtor Kris Trindl, chamado Say Goodbye.
Em março de 2015 foi lançado outro single chamado Somewhere to Run que contou com dubstep e pop-rock andando lado-a-lado neste single.

## Influências musicais

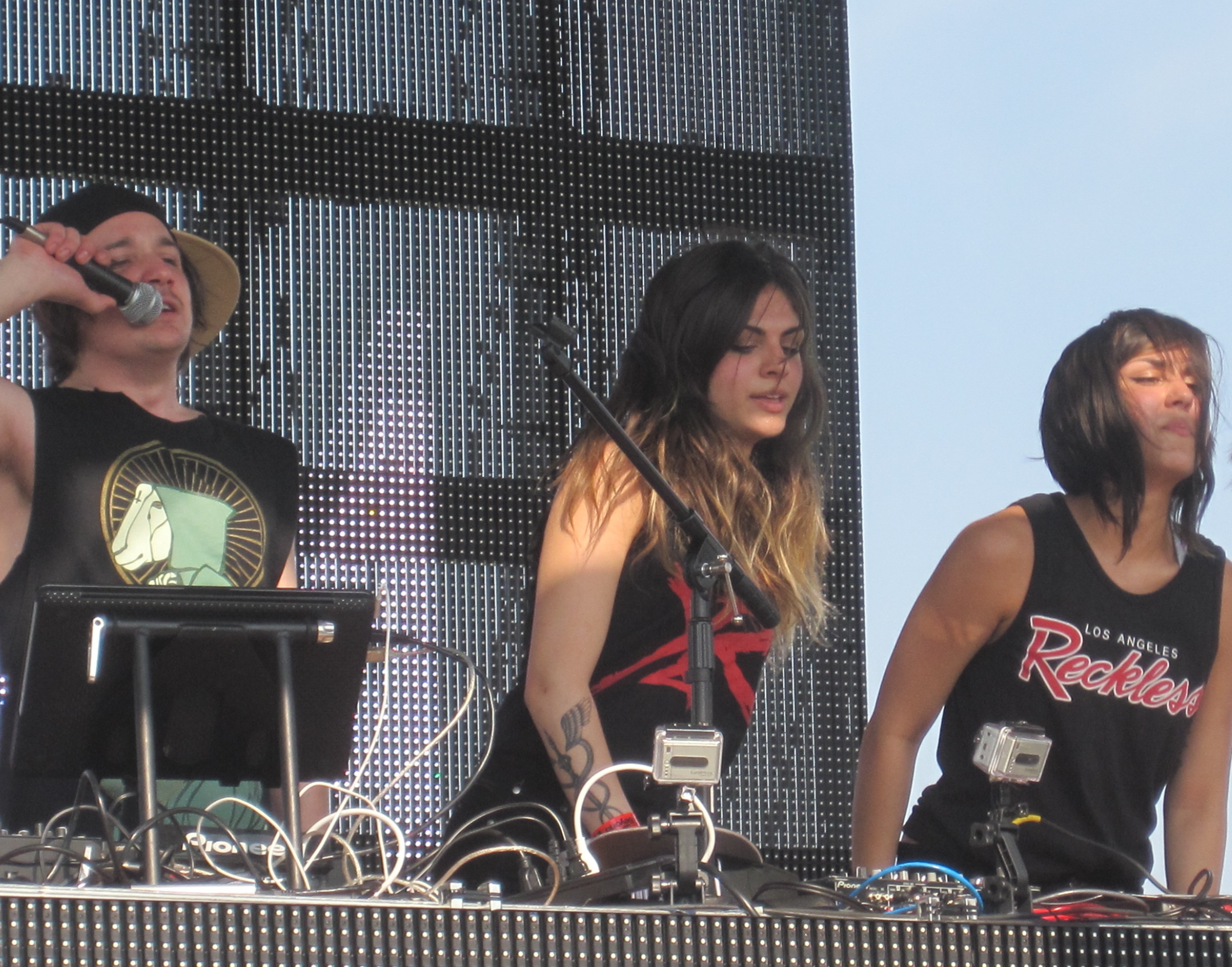
Krewella em 2012

Segundo Kris, sua ideia de produzir dubstep surgiu quando foi a um show do produtor canadense Excision, e também cita como principais influências The Doors, a banda de metalcore norte-americana Killswitch Engage e The Black Dahlia Murder. Jahan listou as bandas de pop punk Good Charlotte e Sum 41, e também System of a Down e Incubus. Segundo ela, todas essas bandas são importantes influências para a Krewella, apesar de não serem artistas de eletronic dance music. No meio eletrônico, o grupo citou Justice e Deadmau5.

## Integrantes
- Jahan Yousaf - vocalista, produtora, DJ (nascida em 27 de agosto de 1989)
- Yasmine Yousaf - vocalista, letrista, DJ (nascida em 18 de fevereiro de 1992)

## Ex-integrantes
- Kris Trindl - produtor, compositor, DJ (nascido em 16 de dezembro de 1987)

## Discografia

### Álbuns de estúdio
| Título                                                                                        | Detalhe do álbum                                                                             | Posições em paradas músicais | Posições em paradas músicais |
| Título                                                                                        | Detalhe do álbum                                                                             | EUA                          | AUS                          |
| --------------------------------------------------------------------------------------------- | -------------------------------------------------------------------------------------------- | ---------------------------- | ---------------------------- |
| Get Wet                                                                                       | - Lançamento: 24 de novembro de 2013 - Gravadora: Columbia - Formatos: CD, digital download  | 8                            | 45                           |
| Zer0                                                                                          | - Lançamento: 31 de janeiro de 2020 - Gravadora: Mixed Kids - Formatos: CD, digital download | —                            | —                            |
| "—" indica que a gravação não foi incluída nas paradas ou não foi distribuída naquela região. |                                                                                              |                              |                              |

### Extended plays
| Título         | Detalhe do álbum                                                                               |
| -------------- | ---------------------------------------------------------------------------------------------- |
| Play Hard - EP | - Lançamento: 18 de junho de 2012 - Gravadora: Krewella Music LLC - Formatos: Digital download |

## Singles

### Como artista principal
| Título                                                                                        | Ano  | Posições em paradas músicais | Posições em paradas músicais | Posições em paradas músicais | Posições em paradas músicais | Certificações   | Álbum             |
| Título                                                                                        | Ano  | EUA                          | BEL                          | FRA                          | HOL                          | Certificações   | Álbum             |
| --------------------------------------------------------------------------------------------- | ---- | ---------------------------- | ---------------------------- | ---------------------------- | ---------------------------- | --------------- | ----------------- |
| "Killin' It"                                                                                  | 2012 | —                            | —                            | —                            | —                            |                 | Get Wet           |
| "Come & Get It"                                                                               | 2012 | —                            | —                            | —                            | —                            |                 | Get Wet           |
| "Alive"                                                                                       | 2013 | 32                           | 24                           | 159                          | 81                           | - RIAA: platina | Get Wet           |
| "Live for the Night"                                                                          | 2013 | 100                          | —                            | —                            | —                            |                 | Get Wet           |
| "Enjoy the Ride"                                                                              | 2013 | —                            | —                            | —                            | —                            |                 | Get Wet           |
| "Say Goodbye"                                                                                 | 2014 | —                            | —                            | —                            | —                            |                 | Non-album singles |
| "Somewhere to Run"                                                                            | 2015 | —                            | —                            | —                            | —                            |                 | Non-album singles |
| "Team"                                                                                        | 2016 | —                            | —                            | —                            | —                            |                 | Non-album singles |
| "Be There"                                                                                    | 2017 | —                            | —                            | —                            | —                            |                 | Non-album singles |
| "Alibi"                                                                                       | 2018 | —                            | —                            | —                            | —                            |                 | Non-album singles |
| "Bad Liar"                                                                                    | 2018 | —                            | —                            | —                            | —                            |                 | Non-album singles |
| "Ghost"                                                                                       | 2019 | —                            | —                            | —                            | —                            |                 | Zer0              |
| "Greenlights"                                                                                 | 2020 | —                            | —                            | —                            | —                            |                 | Zer0              |
| "—" indica que a gravação não foi incluída nas paradas ou não foi distribuída naquela região. |      |                              |                              |                              |                              |                 |                   |

## Videografia
| Data de lançamento     | Música                             | Produtor     |
| ---------------------- | ---------------------------------- | ------------ |
| 8 de fevereiro de 2012 | "Killin' It"                       | Laine Kelly  |
| 26 de junho de 2012    | "Alive" (Daytona Beach Live Video) | Miles Evert  |
| 16 de agosto de 2012   | "Feel Me"                          | Miles Evert  |
| 18 de dezembro de 2012 | "Alive"                            | Bryan Schlam |
| 18 de dezembro de 2012 | "Alive [Pegboard Nerds Remix]"     | Bryan Schlam |
| 1 de agosto de 2013    | "Live for the Night "              | Aggressive   |
| 22 de janeiro de 2014  | "Human [Pegboard Nerds Remix]"     | Miles Evert  |
| 6 de março de 2014     | "Enjoy the Ride"                   | K Tanch      |
| 26 de março de 2014    | "Party Monster"                    | Laine Kelly  |